# Reflexo fótico do espirro
O reflexo fótico do espirro (também conhecido como explosão helio-oftálmica autossômica dominante) é uma condição reflexa autossômica dominante hereditária e congênita que causa espirros em resposta a vários estímulos, como olhar para luzes brilhantes ou injeção periocular (ao redor do globo ocular). A condição afeta 18-35% da população mundial, mas seu mecanismo exato de ação não é bem compreendido.

## Sintomas e sinais
O reflexo fótico do espirro se manifesta na forma de espirros incontroláveis em resposta a um estímulo que não produziria um espirro em pessoas sem a característica. Os espirros geralmente ocorrem em surtos de 1 a 10 espirros, seguidos por um período refratário que pode durar até 24 horas. 

### Espirros fóticos
Um espirro fótico resulta da exposição a uma luz brilhante e é a manifestação mais comum do reflexo de espirro fótico. Este reflexo parece ser causado por uma mudança na intensidade da luz e não por um comprimento de onda específico da luz.
Uma pesquisa realizada pela Escola de Optometria da Universidade do Alabama em Birmingham descobriu que 67% dos entrevistados que se identificaram como espirradores fóticos eram mulheres e 94% eram caucasianos. O estudo também descobriu que espirros fóticos estavam significativamente correlacionados com aqueles que possuíam desvio de septo nasal.
Estudos posteriores revelaram que esse mecanismo é hereditário.

## Tratamento
Embora este fenômeno seja pouco compreendido, pesquisas recentes mostraram que os anti-histamínicos usados para tratar a rinite devida a alergias sazonais também podem reduzir a ocorrência de espirros fóticos em pessoas afetadas por ambas as condições.
As pessoas afetadas por espirros fóticos podem encontrar alívio protegendo os olhos e/ou rostos com chapéus, lenços e óculos de sol, ou aplicando pressão transversal no filtro com o dedo.